# Rod Laver
Rodney George "Rod" Laver (Rockhampton, Queensland, Australija, 9. kolovoza 1938.) bivši je australski tenisač koji je bio svjetski broj 1 sedam uzastopnih godina, od 1964. do 1970. 
Jedini je tenisač koji je dvaput osvojio sva četiri Grand Slam naslova, 1962. kao amater i 1969. kao profesionalac. Također, jedini je u muškom tenisu koji je u epohi otvorenih prvenstava (nakon 1968.) osvojio sva četiri Grand Slama iste godine. Laver je bio najbolji svjetski profesionalni igrač tijekom petogodišnjeg perioda kada je bio isključen iz Grand Slam turnira. Rod Laver
je drugi i posljednji muški tenisač koji je sve velike naslove osvojio dvaput u karijeri. Prije njega to su postigli samo Roy Emerson i Margaret Court. Laver se općenito smatra jednim od najvećih tenisača svih vremena.

## Vanjske poveznice
- Rod Laver na Association of Tennis Professionals
- Rod Laver  Arhivirana inačica izvorne stranice od 6. prosinca 2010. (Wayback Machine) na International Tennis Federation
- Rod Laver na Davis Cup